# Elanex
Przędzalnia Czesankowa im. M. Koszutskiej Elanex S.A. – zakład przemysłowy w Częstochowie istniejący w latach 1889-2003. Produkował przędzę. Obecnie dawne budynki zakładu są wynajmowane przez prywatne firmy oraz opuszczone. Przędzalnię wełny zbudowano u zbiegu Warty i jej dopływów, pomiędzy ul. Krakowską, Ogrodową i rzeką Stradomką, na Starym Mieście.

## Historia
W 1889 r. grupa fabrykantów z Roubaix zorganizowała spółkę „Motte, Meillassoux, Caulliez et Delaoutre”, która rok później uruchomiła w Częstochowie czesalnię wełny i przędzalnię. Spółka w Roubaix została zorganizowana w celu eksploatacji przędzalni w Częstochowie. Główni jej udziałowcy, Eugène Motte oraz Alfred Motte, posiadali własne przędzalnie i tkalnie w Roubaix, przędzalnie i tkalnie w Tourcoing. Zakłady składały się z sortowni, pralni wełny, przygotowalni i przędzalni właściwej. Projekt fabryki i powiązanego z nią osiedla, nawiązujący do staropolskiego układu folwarków, przygotował jeden z najwybitniejszych polskich architektów − Edward Lilpop. Całość, w tym budynek administracyjny i willa Jeana Mottego, utrzymana została w konwencji neogotyku.
W 1904 r. fabryka zatrudniała 1100 robotników. W czasie I wojny światowej Niemcy internowali z Częstochowy Francuzów, zarekwirowali też fabrykę. Produkcję wstrzymano, a zakład ograbiono. Pracownikowi Henrykowi Stalensowi udało się ukryć znaczną część maszyn – otrzymał za to order Polonia Restituta. W latach 1928–1933 pełnił on funkcję dyrektora fabryki. Udało się ją uruchomić w 1921 r. i przystąpiono do jej rozbudowy. Stanęły nowe hale, w których zamontowano nowatorskie wówczas przędzalnie wózkowe. W 1926 r. powstała nowa kotłownia. W tym samym roku firma stała się spółką akcyjną i zmieniła nazwę na „Union Textille”. Do spółki należała także fabryka przy ul. Wólczańskiej w Łodzi oraz fabryka przy ul. Powstańców w Lublińcu. Fabryka liczyła 57 260 wrzecion i zatrudniała 2500 osób. W latach 1937−1938 wybudowano osiedle przy ul. Olsztyńskiej, do dziś zwane „Motami”. 1 kwietnia 1939 r. Przędzalnia Wełny Czesankowej „Union Textile” zatrudniała 2180 pracowników.
Po II wojnie światowej fabryka nosiła nazwę Częstochowskie Zakłady Przemysłu Wełnianego im. M. Koszutskiej, a następnie Elanex. W 1975 r. zakłady zatrudniały 3098 pracowników i należały do największych w mieście. Przędzalnia Czesankowa Elanex zatrzymała produkcję 31 stycznia 2003 r. Miała wówczas ok. 50 mln zł długu wobec dostawców, Skarbu Państwa, gminy, ZUS-u oraz pracowników. Dodatkowo majątek obciążony był hipotekami. Przędzalnią kilkukrotnie interesowali się nowi inwestorzy. 
Pokaźnych rozmiarów kompleks fabryczny przyciąga uwagę przepiękną zabudową, strzelistym kominem i ciekawą wieżą ciśnień.
W 2017 r. powstały plany przebicia trasy komunikacyjnej łączącej Al. Wolności z ul. Krakowską, mającej częściowo przebiegać po terenie dawnych zakładów, co wiązało się z rozbiórką ich niektórych obiektów. W tym samym roku powstało stowarzyszenie „Grupa Elanex”, którego członkowie byli przeciwni wyburzeniu budynków przędzalni i opowiadali się za ich rewitalizacją.  
W roku 2024 rozpoczęła się budowa tzw. łącznika ul. 1 maja - ul. Krakowska czyli połączenia komunikacyjnego o długości 1,2 km od ronda Mickiewicza do skrzyżowania ulic Krakowskiej i Ks. Wróblewskiego. Droga wyposażona zostanie w drogi dla rowerów, chodniki, zatoki autobusowe oraz przejścia dla pieszych. Nad torami kolejowymi powstanie wiadukt drogowy. Powstaną też ekrany akustyczne a także zainstalowane zostanie nowoczesne oświetlenie uliczne. Całość prac kosztować będzie niespełna 95 mln zł.

## Stadion RKS Raków Częstochowa
Na terenach dawnej fabryki Elanex miasto Częstochowa planuje budowę nowego stadionu piłkarskiego dla ekstraklasowego klubu piłkarskiego Rakowa Częstochowa. Obiekt ma spełniać standardy UEFA i zastąpić obecny stadion przy ul. Limanowskiego, który ze względu na ograniczenia infrastrukturalne i przestrzenne nie nadaje się do dalszej rozbudowy ani do organizacji międzynarodowych rozgrywek. Studium wykonalności inwestycji przygotowane przez firmę Agraria wskazało teren Elanexu jako najkorzystniejszą lokalizację spośród kilku analizowanych wariantów, w tym m.in. obecnego stadionu, stadionu żużlowego przy ul. Olsztyńskiej oraz działek w dzielnicy Wyczerpy. Nowy obiekt ma pomieścić minimum 15 tysięcy widzów i być częścią większego kompleksu sportowo-rekreacyjnego.
W czerwcu 2025 roku projekt został zagrożony decyzją wojewódzkiego konserwatora zabytków, który objął większość tego obszaru ochroną konserwatorską. Uniemożliwia to przejęcie działek i znacząco podnosi koszty inwestycji, które według szacunków mogą wzrosnąć o ponad 100 mln zł. Miasto zapowiedziało odwołanie do Ministra Kultury, wskazując na brak konieczności ochrony zdewastowanej fabryki.

## Klub Sportowy "Victoria" Częstochowa
W początkach XX w. pracownicy zakładów Mottego i „Częstochowianki” (obecnego Polontexu) organizowali wyścigi rowerowe. Mecz piłkarski między kadrą techniczną obu fabryk był jednym z pierwszych turniejów piłki nożnej w Częstochowie. Efektem było powołanie do życia w 1922 roku Klubu Ogólnosportowego Fabryki Motte, obecnie Klubu Sportowego „Victoria” Częstochowa. Stadion klubowy znajduje się w pobliżu Pałacu Mottego, na terenie byłych zakładów.

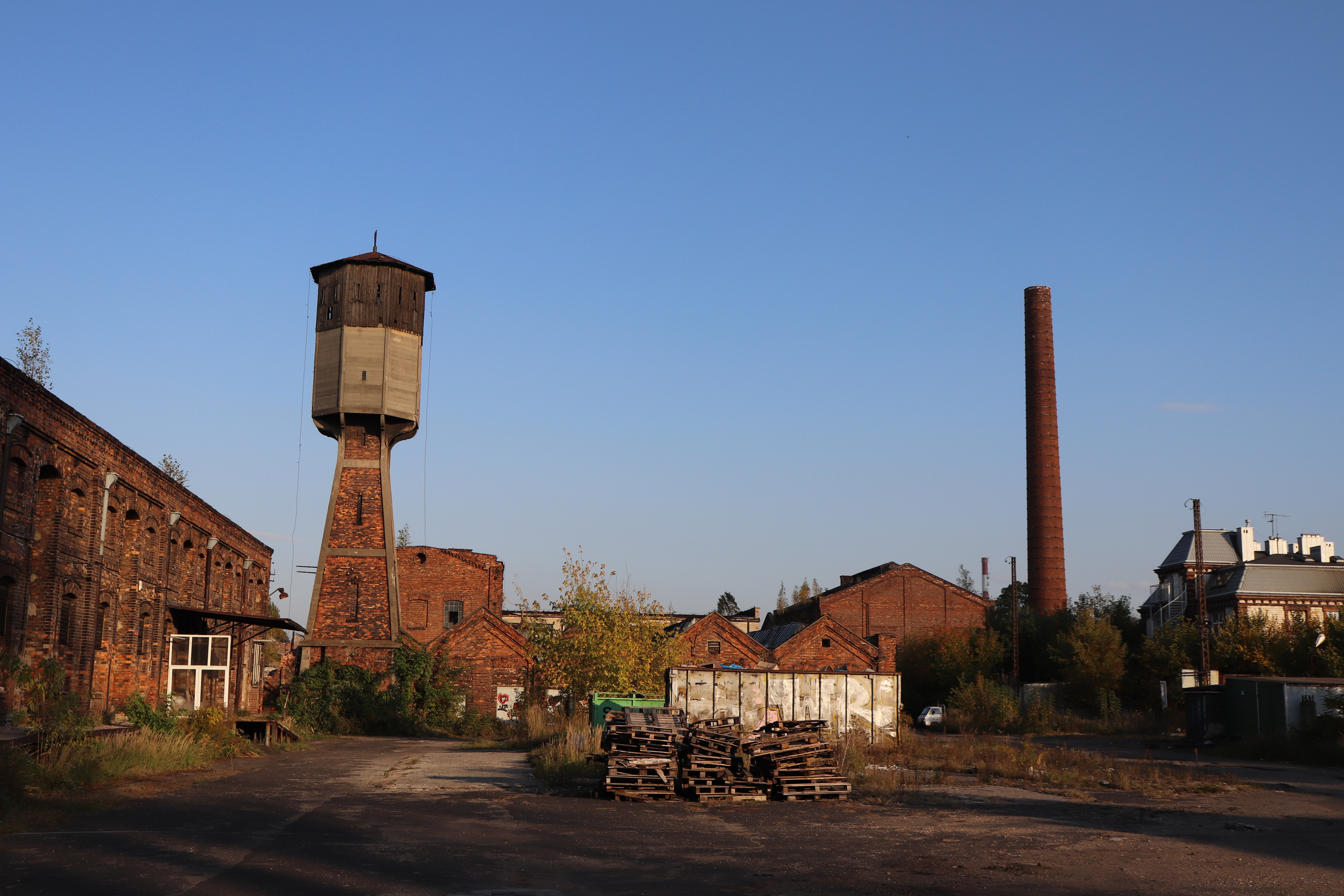
Zabudowania dawnej fabryki